# 59417 Giocasilli
59417 Giocasilli è un asteroide della fascia principale. Scoperto nel 1999, presenta un'orbita caratterizzata da un semiasse maggiore pari a 2,3946458 UA e da un'eccentricità di 0,0983458, inclinata di 7,14820° rispetto all'eclittica.